# Sieroconversione
La sieroconversione è il passaggio dallo stato di sieronegatività (assenza di anticorpi nel plasma sanguigno) allo stato di sieropositività (presenza di anticorpi nel plasma).
Quando un agente infettante penetra nell'organismo vengono in genere prodotti anticorpi diretti contro di esso; ciò accade nel 70% circa dei soggetti, quindi non in tutti. Anche se, solitamente, il termine "sieroconversione" è usato nelle tematiche riguardanti il test HIV, si tratta di un termine generale, valido in ogni caso in cui il sistema immunitario produca anticorpi. 
La sieroconversione, in generale, non avviene subito dopo l'ingresso dell'agente infettante nell'organismo (contagio), ma può avvenire anche a distanza di tempo, per cui i test per la rilevazione di anticorpi nel plasma sanguigno possono risultare negativi se non è trascorso un tempo sufficientemente lungo. Il periodo temporale che intercorre tra il contagio e la sieroconversione prende il nome di periodo finestra, e può avere durata diversa a seconda dell'agente infettante e del tipo di test considerato. Nel caso dell'HIV può richiedere 6-8 settimane.
La sieroconversione può essere seguita dalla sieroreversione.